# Markus Eggenhofer
Markus Eggenhofer, né le 11 décembre 1987 à Radstadt, est un sauteur à ski autrichien.

## Carrière

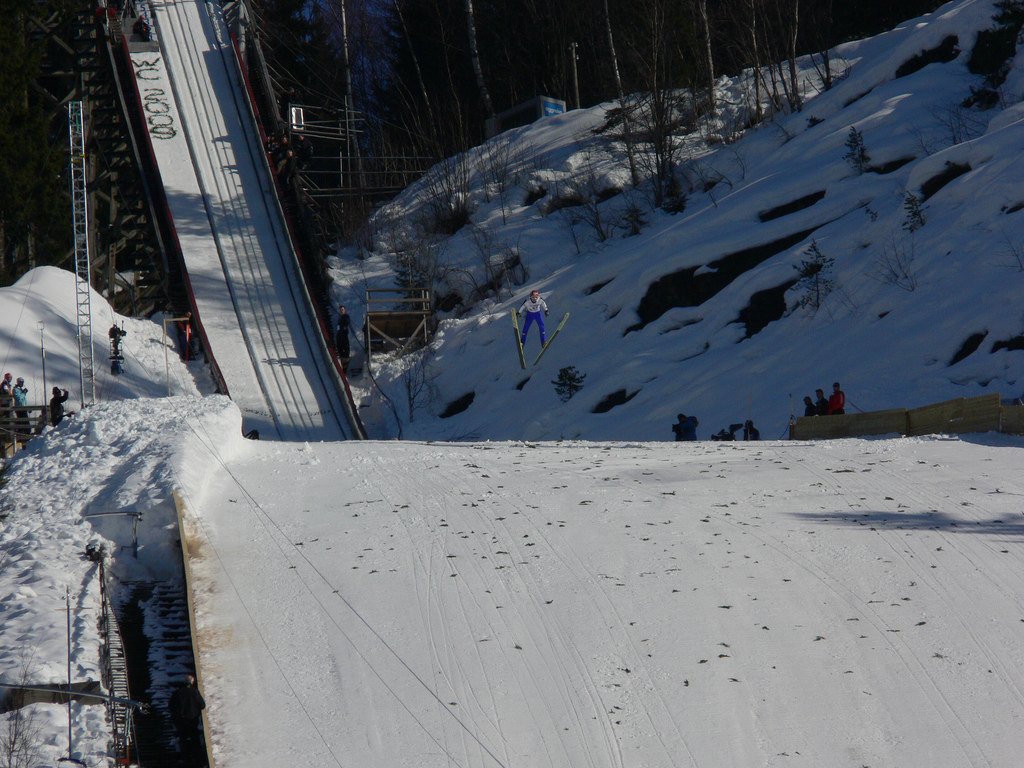

Après quelques saisons sur le circuit continental, il participe à sa première épreuve de Coupe du monde à Kuusamo, en Finlande, le 29 novembre 2008 et décroche la 25e place.
Son meilleur résultat individuel est une 8e place, acquise à Engelberg en Suisse, le 20 décembre 2008. En février 2009, il gagne avec ses coéquipiers l'épreuve collective de Willingen.

## Palmarès

### Coupe du monde
- Meilleur classement final: 27e en 2009.
- Meilleur résultat: 8e.
- 2 podium par équipes : 1 victoire et 1 troisième place.